# 都督部
都督部（ととくぶ）は、日本陸軍の組織。軍事計画、軍事教育を担当した。

## 概要
1896年（明治29年）8月11日、都督部条例（明治29年勅令第282号）により都督部が設立された。その長は三名の都督で、陸軍大中将から親補され、東部、中部、西部の都督部に置かれた。所管師管（師団）は、東部が近衛（近衛）・第一（第1）・第二（第2）・第七（第7）・第八（第8）、中部は第三（第3）・第四（第4）・第九（第9）・第十（第10）、西部が第五（第5）・第六（第6）・第十一（第11）・第十二（第12）であった。
都督は天皇に直隷し、所管師管内の防禦計画、所管師団の共同作戦を担当し、また所管師団の動員計画と軍事教育について指導を行った。都督は戦時の軍司令官の役割をも担った。
1898年（明治31年）1月2日勅令第8号により都督部条例が改正され、都督は軍隊教育、都督部内の軍政・人事については陸軍大臣の区処を、防禦計画・動員計画は参謀総長の区処を受けることとなった。同年6月20日、西部都督部は福岡県企救郡小倉町旧小倉城内に新築された庁舎に移転した。同年11月5日、中部都督部は一時、大阪市東区島町1丁目の大阪陸軍兵器本廠材料庫内に移転したが、同年11月22日に復帰。
1900年（明治33年）4月25日勅令第156号より都督部条例が全面改正され、三つの都督部を東京に置き、教育総監の直隷下によって軍事教育の担当を除き、都督の所管を防禦計画と検閲と定めた。実際の東京市麹町区永田町旧参謀本部庁舎への移転は、東部都督部が同年5月23日に、中部及び西部都督部が同年5月24日に実施された。これにより、都督部を置く必要性が低下したため、1904年（明治37年）1月14日勅令第4号により都督部条例が廃止され、この時に都督の職にあった者は軍事参議官に発令された。

## 各都督部構成

### 東部都督部
東部都督
- 野津道貫 大将：1896年10月14日 -
- 奥保鞏 中将：1900年4月25日 - 1904年1月14日

参謀長
- 浅田信興 歩兵大佐：1896年10月15日 -
- 中村覚 歩兵大佐：1898年10月1日 -
- （兼）田村怡与造 少将：1900年4月25日 - 1902年4月17日
- （兼）松川敏胤 歩兵大佐：1902年5月14日 - 1904年1月14日

高級副官
- 西村千里 中佐：1896年10月15日 -

### 中部都督部
中部都督
- 佐久間左馬太 中将：1896年10月14日 - 1902年10月29日
- （事務取扱）黒木為楨 中将：1903年1月13日 - 1904年1月14日

参謀長
- 鮫島重雄 工兵大佐：1896年10月15日 -
- （兼）落合豊三郎 工兵大佐：1900年4月25日 - 1904年1月11日

高級副官
- 平岩親徳 中佐：1896年10月15日 -

### 西部都督部
西部都督
- 山地元治 中将：1896年10月14日 -
- 黒木為楨 中将：1897年10月27日 - 1904年1月14日

参謀長
- 上田有沢 歩兵大佐：1896年10月15日 -
- 楠瀬幸彦 砲兵大佐：1898年10月1日 -
- （兼）福島安正 少将：1900年4月25日 - 1904年1月14日

高級副官
- 四宮信応 砲兵中佐：1896年10月15日 -
- 谷山隆英 中佐：1899年6月27日 - 1900年7月23日